# Liste der deutschen Botschafter in Oman
Die Liste der deutschen Botschafter in Oman enthält die Botschafter der Bundesrepublik Deutschland in Oman. Sitz der Botschaft ist in Maskat.
| Name                           | Amtszeit  |
| ------------------------------ | --------- |
| Theodor Mez                    | 1975–1979 |
| Heinz Reiners                  | 1979–1983 |
| Dieter Simon                   | 1983–1987 |
| Gert Strenziok                 | 1987–1990 |
| Klaus Metscher                 | 1991–1994 |
| Kurt Messer                    | 1994–1996 |
| Peter Dassel                   | 1997–2000 |
| Wolfgang Erck                  | 2000–2002 |
| Hartmut Blankenstein           | 2002–2006 |
| Klaus Geyer                    | 2006–2009 |
| Angelika Renate Storz-Chakarji | 2009–2012 |
| Hans-Christian von Reibnitz    | 2012–2017 |
| Thomas Schneider               | 2017–2023 |
| Dirk Lölke                     | seit 2023 |